# Кита
Кита́ — у віршуванні східних народів — невеликий твір філософського змісту, частина газелі без початкового бейта, зі схемою римування: ба ва га… і т. д.
Приклад кити — вірш Абуль-Хасан Рудакі у перекладі В. Мисика:
Своєму тілові на втіху чи варто душу турбувати?
Хто б на сторожі біля псарні поставить ангола посмів!
Як правди вісником по світу ідеш дорогою пророків,
Ти не шукатимеш водички в струмку Еллади, що змілів
Я солов'їними піснями себе, мов путами, опутав,
Немов Іосифа за вроду, мене ув'язнено за спів (…).